# Energylandia
Koordinaten: 50° 0′ 0″ N, 19° 24′ 28″ O
EnergyLandia ist ein Freizeitpark im Süden Polens, in der Kleinstadt Zator, etwa eine Stunde Fahrzeit westlich von Krakau. Er wurde im Sommer 2014 eröffnet.

## Attraktionen

### Achterbahnen
| Name                   | Hersteller                  | Typ                       | Eröffnungsjahr |
| ---------------------- | --------------------------- | ------------------------- | -------------- |
| Abyssus                | Vekoma                      | Launched Coaster          | 2021           |
| Boomerang              | Vekoma                      | Family Boomerang          | 2017           |
| Choco Chip Creek       | Vekoma                      | Minenachterbahn           | 2024           |
| Circus Coaster         | SBF Visa                    | Kinderachterbahn          | 2017           |
| Dragon Roller Coaster  | Vekoma                      | Suspended Family Coaster  | 2015           |
| Draken                 | Preston & Barbieri          | Familienachterbahn        | 2019           |
| Energuś Roller Coaster | Vekoma                      | Junior Coaster            | 2015           |
| Formuła                | Vekoma                      | Launched Coaster          | 2016           |
| Frida                  | Vekoma                      | Junior Coaster            | 2019           |
| Frutti Loop Coaster    | SBF Visa                    | Big Apple                 | 2014           |
| Happy Loops            | SBF Visa                    | Spinning Coaster          | 2017           |
| Honey Harbour          | Vekoma                      | Familienachterbahn        | 2024           |
| Hyperion               | Intamin                     | Hyper Coaster             | 2018           |
| Light Explorer         | Vekoma                      | Family Boomerang          | 2021           |
| Mars                   | SBF Visa                    | Familienachterbahn        | 2014           |
| Roller Coaster Mayan   | Vekoma                      | Suspended Looping Coaster | 2015           |
| Speed                  | Intamin                     | Wasserachterbahn          | 2018           |
| Viking Roller Coaster  | SBF Visa                    | Spinning Coaster          | 2014           |
| Zadra                  | Rocky Mountain Construction | Hybrid Coaster            | 2019           |

### Weitere Attraktionen (Auswahl)
- Apocalipto (Top-Spin)
- Aztec Swing
- Tsunami Dropper
- Space Booster - Armagedon
- Atlantis
- Splash Battle